# 三水烈士陵园
三水烈士陵园位于中国广东省佛山市三水区纪元塔西北侧，1997年7月17日公布为三水市文物保护单位，2006年10月25日列入第四批佛山市文物保护单位。